# Aimé Ourliac
Pas d'image ? Cliquez ici

a Compétitions nationales et continentales officielles uniquement.

b Matchs officiels uniquement.
Aimé Ourliac, né le 17 février 1942 à Escales, est un joueur et dirigeant français de rugby à XIII évoluant au poste de demi d'ouverture dans les années 1960 et 1970.
Natif d'Escales, il pratique de nombreux sports dans sa jeunesse sur Limoux en optant pour le rugby à XIII et passe par les juniors du XIII Limouxin. Il rejoint le Toulouse olympique XIII en parallèle à ses études sur la faculté pour devenir professeur de mathématiques. Il dispute la finale du Championnat de France en 1964 ainsi que la finale de la Coupe de France en 1963 et 1964. Il revient ensuite au XIII Limouxin et y remporte le titre de Championnat de France en 1968. Il occupe ensuite un poste de professeur en Guadeloupe puis revient en 1969 en France et joue trois ultimes saisons à l'AS Carcassonne pour un nouveau titre de Championnat de France en 1972.
Parallèlement et fort de ses performances en club, il dispute une rencontre internationale avec l'équipe de France le 4 mars 1967 contre la Grande-Bretagne remportée 23-13. Il s'agit de son unique sélection.
Dans les années 2000, il occupe la fonction de co-présidence de l'AS Carcassonne avec Jean Guilhem et Magali Bardou, se retirant en 2011.

## Palmarès

### Rugby à XIII
- Collectif : 
  - Vainqueur du Championnat de France : 1968 (Limoux) et 1972 (Carcassonne).
  - Finaliste du Championnat de France : 1964 (Toulouse).
  - Finaliste de la Coupe de France : 1963 et 1964 (Toulouse).

### Détails en sélection de rugby à XIII
| 1. | 4 mars 1967 | Grande-Bretagne | 23-13 |  | Demi d'ouverture | - | - | - | - |